# Грехнев, Михаил Александрович
Михаил Александрович Гре́хнев (1896 — ?) — советский химик, специалист в области химии древесины, создатель первого в СССР производства камфоры.

## Биография
Родился в 1896 году в Лальске (ныне Лузский район, Кировская область).
Работал зав. лабораторией химии древесины ВНИИССГП. В 1944—1946 годах в той же должности на Базе АН СССР в Коми АССР.
Кандидат химических наук (1937).

## Награды и премии
- Сталинская премия II степени (14 марта 1941) — за изобретение изомеризационного метода синтеза камфоры из скипидара